# سید ضیاءالدین دری
سید ضیاءالدین دری (زادهٔ ۲۹ تیر ۱۳۳۲ تهران – درگذشتهٔ ۲۶ مرداد ۱۳۹۷ شیراز) کارگردان، تهیه‌کننده و نویسندهٔ ایرانی بود. وی اصالتاً اهل شهر ساوه بود که پس از مرگ او یک خیابان در ساوه به نام او نامگذاری شد و یک سردیس از او در آن مکان قرار گرفته است.

## زندگی‌نامه
سید ضیاءالدین دری ۲۹ تیر ۱۳۳۲ در محله نواب ، چهارراه سالار تهران متولد شد، پدرش اهل شهرستان ساوه بود. او پس از تحصیلات ناتمام در رشته علوم ارتباطات به سینما گرایش پیدا کرد. وی فعالیت هنری خود را با تلویزیون آغاز کرد و با کارگردانی فیلم سینمایی «صاعقه» در سال ۱۳۶۳ به جمع کارگردانان سینما پیوست.
غیر از آثار اکران شده او در نیمه دهه هشتاد، دو فیلم «عشق ممنوع» و «من و دبورا» را در کشور لبنان ساخت که این دو فیلم در نوبت اکران عمومی قرار نگرفت.
از سریال کیف انگلیسی ساخته سید ضیاءالدین دری، به عنوان یکی از بهترین و شاخص‌ترین مجموعه‌های تاریخ معاصر یاد می‌شود.

## درگذشت
سید ضیاءالدین دری در پی عارضه کبدی در مرداد ۱۳۹۷ جهت پیوند کبد به بیمارستان صدرا در شیراز منتقل و عمل پیوند کبد را با موفقیت پشت سر گذاشت اما روز جمعه ۲۶ مرداد ۱۳۹۷ به دلیل عوارض عفونی بعد از جراحی پیوند کبد، درگذشت. مرگ وی با عزت‌الله انتظامی در یک روز بود.

## فیلم‌شناسی
- من و دبورا (کارگردان، تهیه‌کننده و نویسنده) ۱۳۸۵
- عشق ممنوع (کارگردان، تهیه‌کننده و نویسنده) ۱۳۸۴
- لژیون (کارگردان و نویسنده) ۱۳۷۷
- باد و شقایق (کارگردان و نویسنده) ۱۳۷۶
- سینما سینماست (کارگردان، تهیه‌کننده و نویسنده) ۱۳۷۶
- در سرزمینی دیگر (نویسنده) ۱۳۷۵
- دیدار در غبار ۱۳۷۰[۷][۸]
- صاعقه (کارگردان، تهیه‌کننده و نویسنده) ۱۳۶۳
- گرداب (مشاور کارگردان و نویسنده) ۱۳۶۰

## سریال‌های تلویزیونی
- کمند خاطرات (یکی از کارگردانان) ۱۳۶۹
- کیف انگلیسی (کارگردان) ۱۳۷۸
- کلاه پهلوی (کارگردان) ۱۳۸۵–۱۳۹۰
- سنجرخان (نویسنده) ۱۴۰۲